# Cantone di Pont-du-Château
Il Cantone di Pont-du-Château è una divisione amministrativa dell'arrondissement di Clermont-Ferrand.
A seguito della riforma approvata con decreto del 21 febbraio 2014, che ha avuto attuazione dopo le elezioni dipartimentali del 2015, è passato da 5 a 3 comuni.

## Composizione
I 5 comuni facenti parte prima della riforma del 2014 erano:
- Dallet
- Lempdes
- Lussat
- Les Martres-d'Artière
- Pont-du-Château

Dal 2015 i comuni appartenenti al cantone sono i seguenti 3:
- Dallet
- Lempdes
- Pont-du-Château